# Сингл-альбом
Сингл-альбом — формат музичного видання, розповсюджений в Південній Кореї та індустрії K-pop.
Сингл-альбом — це альбом, що складається з лише декількох пісень, менш ніж п'яти. Зазвичай він містить одну чільну композицію, та ще одну на «зворотній стороні» (бі-сайд). Термін «сингл-альбом» є ексклюзивним для K-pop індустрії, бо в решті світу реліз з 1-3 пісень називають «синглом», а довші записи — «мініальбомами» або «альбомами», в той час, як в Кореї реліз з 1-3 пісень називають «сингл-альбомом», а «синглом» — лише окремі пісні.
Сингл-альбоми стали розповсюджені в Кореї на початку 2000-х років на противагу звичайним альбомам, які складаються з 10-15 пісень. Вони стали відповіддю на занепад традиційної музичної індустрії внаслідок появи цифрових пісень в форматі MP3 або онлайн-сервісів для прослуховування музики. Сингл-альбоми коштували дешевше, ніж повноцінні альбоми, але могли видаватися гуртом під час запису основного альбому, або використовуватися як дебютні сольні релізи членів вже відомих колективів. Музичний критик Сон Гі Чхоль на початку 2000-х називав сингл-альбоми «найкращим способом виживання вітчизняної індустрії попмузики».